# Ольчан (село)
Ольчан — упразднённое село (с 1977 по 2001 годы — рабочий посёлок) в Оймяконском районе Якутии. Административный центр Ольчанского сельсовета. Упразднено в 2007 году.

## География
Располагалось на левом берегу реки Туора-Тас (приток реки Ольчан), в 86 км к северо-западу от улусного центра поселка Усть-Неры.

## История
Возник в послевоенные годы в связи с открытием и разработкой месторождений золота. Отнесён к категории рабочих посёлков в 1977 году. Выполняет функции горнодобывающего центра. Население занято в основных и вспомогательных производствах приискового хозяйства. Имеются клуб, средняя общеобразовательная школа, учреждения здравоохранения, торговли и бытового обслуживания..
Постановлением Правительства Республики Саха (Якутия) от 3 августа 2007 года № 336 Ольчан исключён из учётных данных административного деления.

## Население
| 1979 | 1989  | 2002 |
| ---- | ----- | ---- |
| 1038 | ↗1152 | ↘65  |